# Ataka (partia)
Ataka (bułg. Атака) – bułgarska partia polityczna o charakterze nacjonalistycznym utworzona 17 kwietnia 2005 roku w Sofii, oficjalnie zarejestrowana w czerwcu tego samego roku. Na czele partii od początku jej istnienia stoi Wolen Siderow.
Przedstawiciele Ataki po raz pierwszy wzięli udział w wyborach do bułgarskiego Zgromadzenia Narodowego w 2005 roku z list wyborczych Koalicji „Ataka”, którą tworzyły dwie partie nacjonalistyczne. Z przyczyn proceduralnych nie było wśród nich partii Ataka, lecz mimo to liderem koalicji został przewodniczący tej partii, Wolen Siderow. Na koalicję oddało swój głos 296 848 wyborców (8,93%), co pozwoliło jej na wprowadzenie do 240-osobowego parlamentu 21 posłów.

## Program
Program polityczny Ataki został przedstawiony wkrótce po utworzeniu partii w 2005 roku. Założenia programowe opisano w tzw. „20 punktach partii Ataka” (bułg.20 точки на партия АТАКА) i „Schemacie programowym” (bułg. Програмна схема). Według tychże dokumentów, partia postuluje przeprowadzenie radykalnych zmian w konstytucji, jak np. zinstytucjonowanie bułgarskiego kościoła prawosławnego oraz przyznanie prawosławiu statusu oficjalnej religii państwowej w Bułgarii. Partia chce zdecydowanego zaostrzenia kar za profanację miejsc narodowego kultu religijnego oraz zmiany zapisu dotyczącego zdrady stanu. Ataka domaga się także przywrócenia kary śmierci za ciężkie przestępstwa kryminalne, jak również utworzenia rządowego programu do walki z przestępczością wśród mniejszości romskiej.
Partia opowiada się przeciwko udziałowi Bułgarii w pakcie NATO oraz dąży do rewizji warunków przystąpienia kraju do Unii Europejskiej, w tym punktu mówiącego o zamknięciu przestarzałej elektrowni jądrowej „Kozłoduj”. Z powodu tych postulatów komentatorzy bułgarskiej sceny politycznej określają Atakę mianem partii antyeuropejskiej.
Program Ataki obejmuje także żądanie likwidacji audycji informacyjnej emitowanej w Bułgarskiej Telewizji Narodowej (bułg. Българска национална телевизия) w języku tureckim. Zdaniem polityków partii nadawanie audycji w innym niż oficjalny języku jest naruszeniem zasad konstytucji. W kwestii tureckiej partia wypowiada się także przeciwko akcesji Turcji do Unii Europejskiej. Ów element programu stał się przewodnim motywem hasła wyborczego w trakcie wyborów do Parlamentu Europejskiego w 2009 r.

## Zarząd partii
W skład zarządu głównego partii Ataka wchodzą:
- Przewodniczący – Wolen Siderow
- Zastępca przewodniczącego – Anton Sirakow
- Zastępca przewodniczącego – Dimityr Stojanow
- Desisław Czukołow
- Paweł Szopow
- Todor Popow
- Wioleta Stojanowa

## Działalność partii w 40.Zgromadzeniu Narodowym
Z uwagi na niewielką liczbę własnych posłów, jak również program niezgodny z programami innych partii zasiadających w czterdziestym Zgromadzeniu Narodowym Bułgarii, Ataka znalazła się w opozycji wobec rządzącej koalicji BSP-NDSW-DPS. Posłowie Ataki często krytykują poczynania koalicji, zaś partię DPS, która reprezentuje turecką mniejszość w Bułgarii, oskarżają o działalność niezgodną z konstytucją.
W marcu 2006 Ataka wniosła pod obrady parlamentu projekt wtórnej nacjonalizacji dużych przedsiębiorstw sprywatyzowanych po maju 1992, jak np. spółek zajmujących się przesyłem i rozdziałem energii elektrycznej, centrum kinowego „Bojana”. Bułgarskiej Kompanii Telekomunikacyjnej (bułg. Българска телекомуникационна компания), i in. Zdaniem przedstawicieli partii przy prywatyzacji tych przedsiębiorstw dopuszczono się szeregu nieprawidłowości i oddano je w ręce prywatne za zbyt niskie ceny, co spowodowało znaczne straty Skarbu Państwa. W związku z tym Ataka postulowała ich zwrot państwu, a następnie powtórną prywatyzację niektórych z nich z uwzględnieniem ich realnej wartości rynkowej. Projekt tej ustawy był szeroko komentowany w parlamencie i w mediach i spotkał się z silną krytyką. Większość parlamentarna odrzuciła go, zaś komentatorzy sceny politycznej określili ten projekt jako próbę powrotu do komunizmu.
Od czerwca 2006, po szeregu skandali związanych z parlamentarzystami reprezentującymi Atakę, jej grupa parlamentarna liczy już tylko 12 posłów. Fakt opuszczenia koalicji Ataka przez część deputowanych przyczynił się do powstania problemu jej finansowania. W 2006 roku Izba Skarbowa dopatrzyła się nieprawidłowości w wypłacaniu Atace subwencji przez Ministerstwo Finansów. Stosownie do obowiązujących przepisów, odbiorcą subwencji powinna być koalicja Ataka, która uczestniczyła w wyborach do Zgromadzenia Narodowego. Tymczasem po odejściu od niej Petyra Manołowa z Bułgarskiej Narodowej Partii Patriotycznej (bułg. Българска национална патриотична партия), koalicja Ataka de facto przestała istnieć. Przez pewien czas partia Ataka odbierała subwencje przeznaczone dla koalicji Ataka. Problem został rozwiązany 30 sierpnia 2006, kiedy to lider Ataki, Wolen Siderow, spotkał się z ministrem finansów i zwrócił mu sumę 95 326 lewów, która stanowiła różnicę między wartością subwencji przewidzianą dla koalicji i tą przewidzianą dla partii politycznej.

## Ataka w wyborach prezydenckich 2006 i 2011
Lider Ataki Wolen Siderow wystartował w wyborach prezydenckich w 2006 roku. W pierwszej turze uplasował się na drugim miejscu z wynikiem 21,5% (za Georgim Pyrwanowem, który uzyskał 64%), co pozwoliło mu zakwalifikować się do drugiego etapu wyborów. Również w drugiej turze nie zdołał wyprzedzić Pyrwanowa (zdobył 24% głosów), jednak uzyskany przez niego wynik pokazał, że poparcie dla Ataki wzrosło w porównaniu do 2005 roku.
W 2011 ponownie Ataka wystawiła na stanowisko prezydenta kandydaturę Wolena Siderowa, otrzymał on poparcie 3,64% wyborców.

## Ataka w wyborach do Parlamentu Europejskiego w 2007 i 2009 roku
W wyborach do Parlamentu Europejskiego przeprowadzonych 20 maja 2007 roku Ataka zdobyła 14,2% głosów i wprowadziła do Europarlamentu trzech posłów. Dwa lata później poparło ją 308 tys. wyborców tj. 11.96%, co przełożyło się na 2 mandaty europejskie, które uzyskali Dimityr Stojanow i Sławczo Binew. Najwyższe poparcie partia odnotowała w okręgu Burgas, gdzie wygrała wybory uzyskując ponad 21% głosów.

## Kontrowersje
Z uwagi na program partii zawierający wyraźne akcenty antyromskie i antytureckie, Ataka jest oskarżana o rasizm, ksenofobię i dążenia do faszyzmu. Przedstawiciele Ataki bronią się przed tymi zarzutami twierdząc, że domagają się jedynie jednakowego poszanowania prawa i konstytucji od wszystkich obywateli, podczas gdy, zdaniem członków partii, kolejne ekipy rządzące nie egzekwują prawa wobec mniejszości romskiej i tolerują przejawy turcyzacji narodu.
Lider Ataki, Wolen Siderow, był wielokrotnie oskarżany o homofobiczne i ksenofobiczne wypowiedzi, nakłanianie do składania fałszywych zeznań, a także o nepotyzm.
Przedstawiciel parlamentarnej grupy Ataki w Europarlamencie i jednocześnie przyrodni syn Siderowa, Dimityr Stojanow, w 2006 roku kilkakrotnie wywoływał skandale na tle rasistowskim. Broniąc Ataki przed zarzutami o propagowanie nienawiści do mniejszości narodowych w Bułgarii wysuwanymi przez holenderską eurodeputowaną Els de Groen, wszedł z nią w ostry konflikt słowny. Mimo gwałtownych protestów ze strony Stojanowa, de Groen oskarżyła Atakę o rasizm i przyrównała ją do nazistowskiej partii Hitlera. Stojanow jest także autorem kontrowersyjnego listu elektronicznego wysłanego do wszystkich eurodeputowanych, w którym napisał paszkwil na temat romskiej eurodeputowanej z Węgier Lívii Járóki. Przedstawiciel Ataki napisał m.in. że 32-letnia Járóka jest zbyt stara, by kontynuować swoją działalność w różnych młodzieżowych organizacjach. Oprócz tego wytknął, że podczas gdy węgierska Romka uczestniczy w różnych ceremoniach i uroczystościach rozdawania nagród, w Bułgarii ładniejsze od niej romskie dziewczęta bywają sprzedawane jak towar. Stojanow zarzucił europosłom bierność wobec tego problemu. List Stojanowa spotkał się z powszechną krytyką, a de Groen określiła Atakę jako partię rasistowską.